# Calisto Bertramo
Calisto Bertramo (né le 28 août 1875 à Turin et mort le 30 septembre 1941 à Viareggio) est un acteur italien de cinéma.

## Filmographie
- 1924 : Messaline d'Enrico Guazzoni
- 1932 : Paradiso de Guido Brignone
- 1934 : Il cardinale Lambertini de Parsifal Bassi : Pietramelara
- 1936 : Trente Secondes d'amour de Mario Bonnard : Tranquillo Siriani
- 1937 : Sono stato io! de Raffaello Matarazzo
- 1937 : I due barbieri de Duilio Coletti
- 1938 : L'albero di Adamo de Mario Bonnard : Avocat Giantini
- 1938 : La damigella di Bard de Mario Mattoli : le comte
- 1938 : La Sposa dei re : Mr Clary
- 1939 : Animali pazzi de Carlo Ludovico Bragaglia : Fabrizio
- 1939 : Battements de cœur : le baron Dvorak
- 1939 : Carmen fra i rossi : Un chef soviétique
- 1939 : Le Ring enchanté
- 1939 : The Make Believe Pirates
- 1940 : Centomila dollari  de Mario Camerini : Barton
- 1940 : Scandalo per bene
- 1940 : Trappola d'amore
- 1940 : Una famiglia impossibile
- 1940 : Une aventure romantique : Silvestro
- 1941 : Il pozzo dei miracoli : le commissaire
- 1941 : Il re d'Inghilterra non paga